# Les Enfants d'Hiroshima
Pour plus de détails, voir Fiche technique et Distribution.
Les Enfants d'Hiroshima (原爆の子, Genbaku no ko, litt. Les Enfants de la bombe atomique), est un film japonais écrit et réalisé par Kaneto Shindō et sorti en 1952.

## Synopsis
Le 6 août 1945, la bombe atomique est larguée sur Hiroshima. Takako Ishikawa, qui y vivait, est la seule survivante de la famille. Après la guerre, elle enseigne à l'école primaire d'une petite île de la mer intérieure de Seto et, désirant avoir des nouvelles des enfants de sa classe de maternelle de cette époque, profite de ses vacances scolaires d'été pour visiter sa ville natale pour la première fois depuis la fin de la guerre.

## Fiche technique
- Titre : Les Enfants d'Hiroshima
- Titre original : 原爆の子 (Genbaku no ko?)
- Réalisation : Kaneto Shindō

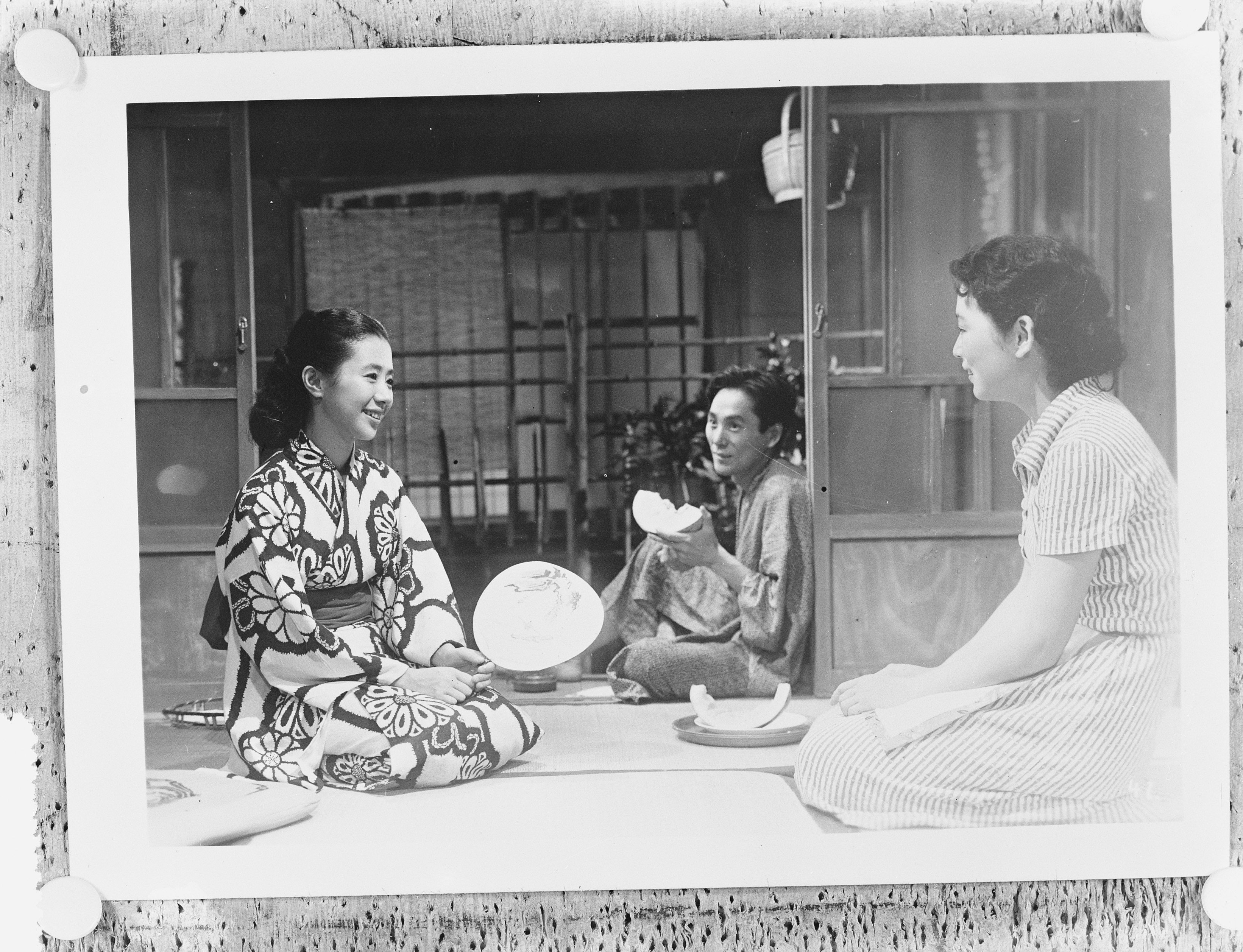
Scène du film avec Nobuko Otowa (à gauche).

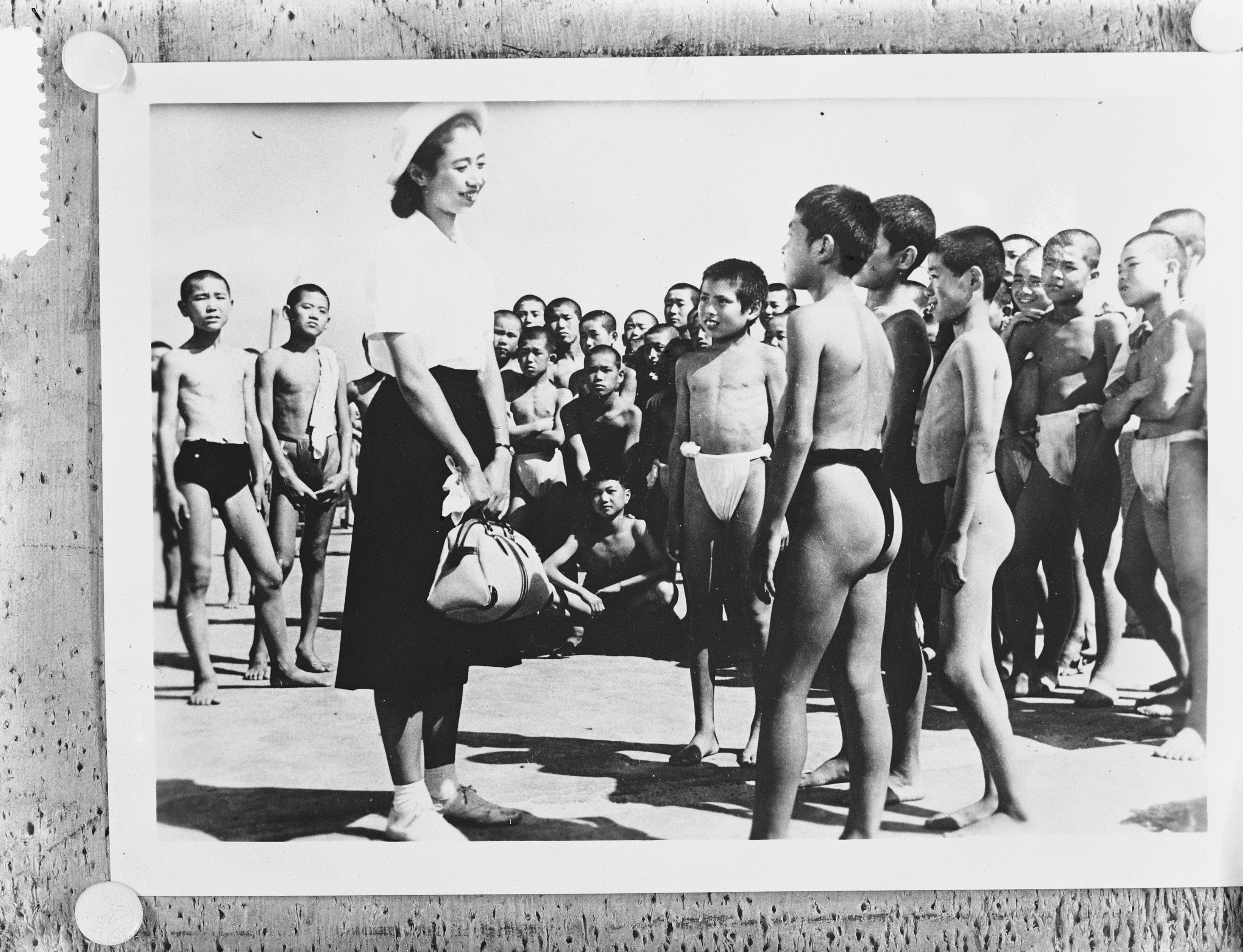
Scène du film avec Nobuko Otowa et des enfants.

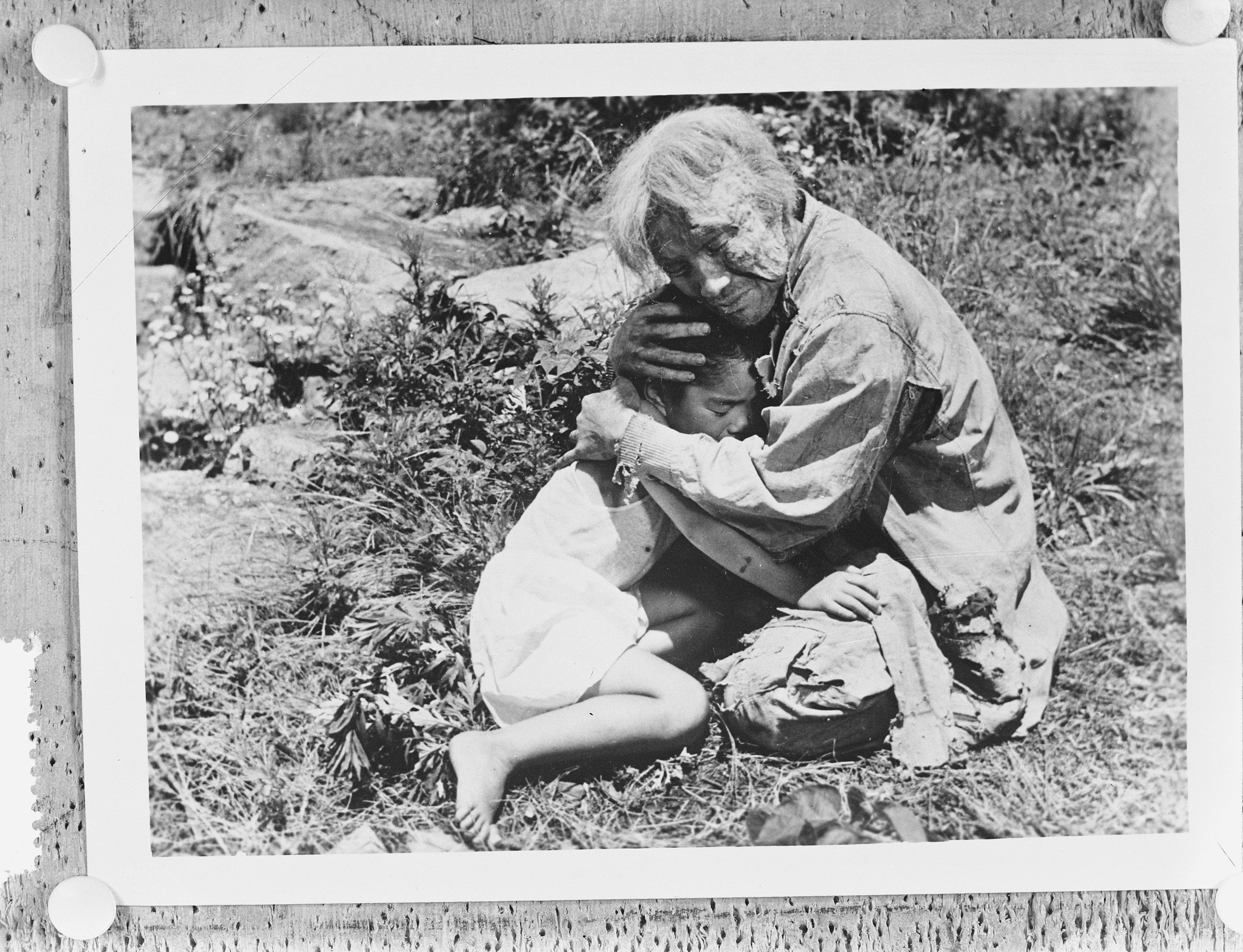
Scène du film.

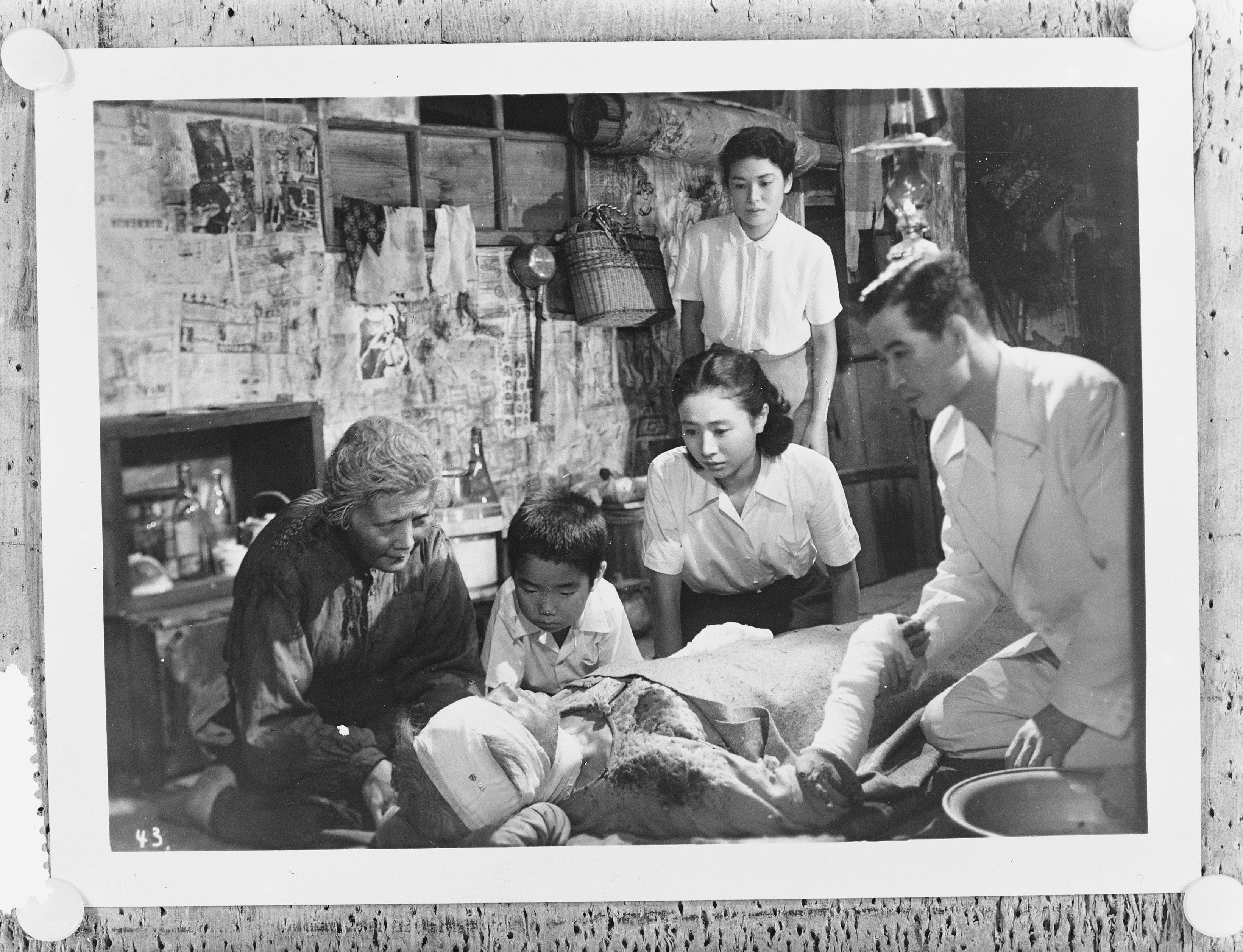
Scène du film.

- Scénario : Kaneto Shindō d'après un roman d'Arata Osada (ja)
- Photographie : Takeo Itō
- Montage : Yoshitama Imaizumi
- Musique : Akira Ifukube
- Décors : Dai Arakawa
- Producteur : Kōzaburō Yoshimura
- Sociétés de production : Kindai Eiga Kyokai
- Pays d'origine :  Japon
- langue originale : japonais
- Format : noir et blanc - 1,37:1 - 35 mm - son mono
- Genre : drame, docufiction
- Durée : 97 minutes
- Date de sortie :
  - Japon : 6 août 1952[1]
  - France : 3 mars 1954[2]

## Distribution
- Nobuko Otowa : Takako Ishikawa
- Osamu Takizawa : Iwakichi
- Masao Shimizu : Toshiaki, le père de Takako
- Chikako Hosokawa : Setsu, la mère de Takako
- Miwa Saitō : Natsue Morikawa
- Tsutomu Shimomoto : le mari de Natsue
- Tanie Kitabayashi : Otoyo
- Taiji Tonoyama : propriétaire d'un bateau
- Yuriko Hanabusa : Oine
- Jūkichi Uno : Kōji
- Akira Yamanouchi
- Takashi Itō
- Jun Tatara
- Hideji Ōtaki
- Eiken Shōji
- Shinsuke Ashida
- Shin Date
- Yoshiko Sakurai
- Tomoko Naraoka
- Yumi Takano
- Fukuko Sayo (ja)
- Gorō Tarumi
- Tatsuo Matsushita
- Michio Hino
- Sumie Sasaki
- Keiko Tanaka
- Hisako Hara
- Eijirō Tōno
- Yûsaku Terashima
- Kan Yanagiya
- Zōtarō Tomita
- Tōru Hara
- Kiyoko Hihara
- Shinya Ofuji : un enfant
- Kennosuke Naruo : un enfant
- Kazuyuki Saeki : un enfant
- Terufumi Matsui : un enfant
- Ryōsuke Fukushima : un enfant
- Kazuyuki Sugiura : un enfant
- Tsuneo Satō : un enfant
- Osamu Kataoka : un enfant
- Tsuneko Yamanaka : un enfant

## Sélection
- Festival de Cannes 1953 : Les Enfants d'Hiroshima est présenté en compétition[3].